# Pedro Santisteve
Pedro Santisteve, né le 28 mai 1958 à Saragosse, est un homme politique espagnol. 
Avocat pénaliste et professeur d'université, il est maire de Saragosse de juin 2015 à juin 2019.

## Biographie

### Activité professionnelle
Pedro Santisteve Roche est diplômé en droit et exerce depuis 1984 comme avocat pénaliste. Au cours de son parcours, il s'est démarqué par sa critique du système pénitentiaire espagnol et par la défense des droits des personnes incarcérées. Il est fondateur de l'Association de suivi et soutien aux prisonnières et prisonniers d'Aragon (ASAPA), qui a reçu en 2000 la médaille du mérite social du gouvernement d'Aragon. Depuis les années 1990, il est professeur à la faculté de droit de l'université de Saragosse.

### Élections municipales de 2015
L'entrée de Santisteve en politique commence avec le mouvement des Indignés. En 2015, il remporte les primaires de Gagnons Saragosse, auxquelles ont participé plus de 3 700 personnes. Il devient ainsi tête de liste de la candidature d'unité citoyenne Saragosse en Commun (ZeC), au sein de laquelle confluent des mouvements sociaux, Podemos, Gauche unie, Equo, Puyalón de Cuchas, Pirates d'Aragon, Sommos et Demos+.
Le programme de cette candidature aux élections municipales est basé sur la transparence institutionnelle, la prise de décisions participative, l'obligation de rendre des comptes pour les personnalités politiques et une politique sociale plus développée.
Cette candidature aux élections municipales de 2015, dirigée par Santisteve, obtient 24,57 % des voix et 9 sièges de conseillers, arrivant deuxième derrière le Parti populaire (26,88 % des vois et 10 sièges), mais devant le PSOE (18,65 % des voix et 6 sièges), Citoyens - Parti de la Citoyenneté (12,29 % des voix et 4 sièges) et l'Union aragonaisiste (6,78 % des voix et 2 sièges) .

### Maire de Saragosse
Le 13 juin 2015, Pedro Santisteve est investi maire de Saragosse grâce aux votes des conseillers de Saragosse en Commun, du PSOE et de l'Union aragonaisiste. Dans son discours d'investiture, Santisteve affirme que sa gestion de la ville sera tournée vers la protection et la défense des droits humains et des droits sociaux. 
Dans le domaine social notamment, la politique de la nouvelle majorité doit être dictée par l'arrêt des expulsions, le lancement d'un plan d'urgence sociale, avec un parc public de logements plus important, ainsi que des mesures contre la malnutrition infantile et contre la pauvreté énergétique. Il sera engagé une redistribution, et non une diminution, de la charge fiscale à travers une meilleure progressivité.
L'ouverture des conseils d'administration et des organes de gouvernance de tous les établissements municipaux à tous les membres de la société civile et pas seulement aux conseillers municipaux serrait favorisée. Enfin, la majorité s'engage à une meilleure transparence (audit municipal permanent) et à une prise de décisions moyennant un processus de démocratie participative.
En juillet 2018, le maire et ses huit colistiers de Saragosse en commun font l'objet d'une enquête judiciaire pour des soupçons de prévarication.

### Élections municipales de 2019
Lors des élections municipales du 26 mai 2019, Saragosse en commun ne totalise que 9,96 % des voix et obtient 3 sièges, loin derrière le PSOE, le PP et Ciudadanos, ce qui ne permet pas à Santisteve de se maintenir à la tête de la ville.